# Johann Georg Appenfeller
Johann Georg Appenfeller (auch Appenfelder; getauft am 1. Oktober 1681 in Schleusingen; † 28. März 1712 in Altona) war ein deutscher Arzt und Sektierer.

## Leben und Wirken
Johann Georg Appenfeller war ein Sohn des Gymnasiallehrers und Kantors Johann Appenfäller (begraben am 15. Mai 1688 in Schleusingen) und seiner Ehefrau Sophia Margaretha, geborene Schade. Er besuchte eine Schule in Eisenach und studierte 1704 Medizin an der Universität Jena. Er absolvierte das Studium zügig und galt als Renommist, der dichterisch zum Poeta Laureatus gekrönt wurde. Er besuchte auch die Universität Wittenberg, in deren Matrikel er jedoch nicht verzeichnet ist. Vermutlich promovierte er zum lic. med.
Während der Zeit an der Wittenberger Universität lernte er die von Eva von Buttlar gegründete sogenannte „Buttlarsche Rotte“ kennen. Die „christliche oder philadelphische Sekte“ hatte im Höchststand Ende 1702 siebzig Mitglieder. In der Gruppe, dem „Neuen Himmlischen Reich“, führte Appenfeller den Namen Leander und galt innerhalb deren Dreiheiligkeit als „Sohn“ und „Christus“. Appenfeller und von Buttlar, die sich bereits während der Schulzeit in Eisenach begegnet waren, heirateten 1705 in Hallenberg.
Alle Mitglieder der Sekte traten am 18. April 1705 in Köln zur Tarnung in die katholische Kirche ein. Trotzdem wurde die Gruppe permanent verfolgt, vertrieben oder wie 1704 in Laasphe inhaftiert. Am 2. Januar 1706, als die Gruppe noch ungefähr zwanzig Mitglieder hatte, stieg Appenfeller in einer Zeremonie zu deren „König“ auf. 1706 mussten die Gruppenmitglieder in Haft auf Burg Dringenberg schwere Folter und Strafen hinnehmen. Die Reste der Sekte ging 1708 nach Altona. Appenfeller praktizierte hier als Dr. med Brachfeld und galt schnell als angesehener Bürger.
In Altona wollte Eva von Buttlar den „Messias“ zur Welt bringen. Das Kind wurde am 8. April 1713 in St. Pauli und somit 13 Monate nach Johann Georg Appenfellers Tod geboren. Ein lutherischer Pastor taufte es trotz der höchst unwahrscheinlichen Vaterschaft nach einem Eid der Mutter auf den Namen Georg Gottfried Appenfeller (1713–1794). Dieser wurde später Bürgermeister von Kiel.